# Persija Jakarta
El Persija Jakarta es un equipo de fútbol de Indonesia que juega en la Liga 1 de Indonesia.

## Historia
Fue fundado en el año 1928 en la capital Yakarta con el nombre Voetbalbond Indonesische Jakarta (VIJ) siendo uno de los cofundadores de la Football Association All of Indonesia (PSSI) en abril de 1930 junto al BIVB Bandung, SIVB Surabaya, MIVB, MVB (PSM Madiun), VVB, PSM y Societeit Hadiprojo. El nombre lo tuvieron hasta la independencia de los Países Bajos con la creación de la República de Indonesia y posee una rivalidad con el Persib Bandung en el llamado Derby de la Vieja Indonesia y con el Persitara Jakarta Utara en el llamado Derby de la Capital. Han sido campeones de Liga en 9 ocasiones a nivel aficionado y 1 vez de la Liga Indonesia, así como 1 título de Copa de Brunéi y 1 final de la Piala Indonesia.
A nivel internacional ha participado en 1 torneo continental, en la Copa de Clubes de Asia del año 2002, donde fue eliminado en la Primera Ronda por el Kashima Antlers de Japón.

## Palmarés

### Competición Nacional
- Perserikatan
- Títulos/Campeonatos (9): 1931, 1933, 1934, 1938, 1954, 1964, 1973, 1975, 1979
- Subcampeonatos (5): 1932, 1951, 1952, 1978, 1988

- Liga Indonesia
- Títulos/Campeonatos (1): 2018
- Subcampeonatos (1): 2005

### Nacional Copa
- Piala Indonesia
- Finalista (1): 2005

### Torneo Nacional
- Bang Yos Gold Cup (PEBY)
- Títulos/Campeonatos (1): 2003

- Bang Ali Cup
- Títulos/Campeonatos (1): 1977

- Trofeo Persija
- Títulos/Campeonatos (2): 2011, 2012

- Siliwangi Cup
- Títulos/Campeonatos (2): 1976, 1978

- Jusuf Cup
- Títulos/Campeonatos (1): 1977

- Surya Cup
- Títulos/Campeonatos (1): 1978

- Marah Halim Cup
- Títulos/Campeonatos (1): 1977

### Internacional
- Quoch Khanh Saigon Cup/Ho Chi Minh City Cup
- Títulos/Campeonatos (1): 1973

- Copa del Sultán de Brunéi Darussalam
- Títulos/Campeonatos (2): 2000, 2001

### Persija U-18
- Copa de Soeratin
- Títulos/Campeonatos (4): 1967, 1970, 1972, 1974
- Subcampeonatos (1): 2000

## Participación en competiciones de la AFC
- Copa de Clubes de Asia: 1 aparición

2002 - Primera Ronda
| Temporada | Torneo                 | Ronda         |                  | Club            | Casa | Visita |
| --------- | ---------------------- | ------------- | ---------------- | --------------- | ---- | ------ |
| 2002      | Copa de Clubes de Asia | Primera Ronda | Bandera de Japón | Kashima Antlers | –    | 4–1    |

## Cuerpo técnico
| Puesto                        | Nombre             | País      |
| ----------------------------- | ------------------ | --------- |
| Gerente                       | Ferry Paulus       | Indonesia |
| Asistente del Gerente         | Ferry Indrasjarief | Indonesia |
| Entrenador                    | Iwan Setiawan      | Indonesia |
| Asistente del Entrenador      | Sudirman           | Indonesia |
| Asistente del Entrenador      | Miftahudin         | Indonesia |
| Entrenador de Porteros        | Galih Haryono      | Indonesia |
| Preparador Físico             | Agus Sugeng        | Indonesia |
| Entrenador de Equipos Menores | Gianto             | Indonesia |
| Entrenador de Equipos Menores | Francis Wewengkang | Indonesia |
| Entrenador de Equipos Menores | Patar Tambunan     | Indonesia |
| Doctor                        | Nanang Tri Wahyudi | Indonesia |
| Kinesiólogo/Masajista         | Amudi Saripudin    | Indonesia |
| Kinesiólogo/Masajista         | Muhammad Mansyur   | Indonesia |
| Kinesiólogo/Masajista         | Umar Bowi          | Indonesia |

## Entrenadores destacados
- Endang Witarsa
- Sinyo Aliandoe
- Herry Kiswanto
- Ronny Pattinasarani
- Rahmad Darmawan
- Sofyan Hadi
- Benny Dollo
- Carlos García Cambon
- Ivan Venkov Kolev
- Serghei Dubrovin

En Negrita quienes ganaron la Liga Indonesia

## Jugadores

### Jugadores destacados
| - Roger Batoum - Eric Bayemi - Louis Berty Ayock - Abanda Herman - Eric Mabenga - Mamboulou Mbeng Jean - Pierre Njanka - Emaleu Serge - Francis Yonga - Olivier Makor - Frank Seator - Samuel Ayorinde - Greg Nwokolo - Papa Abdou Toure - Mustapha Sama - Rubén Oscar Cecco - Matias Alejandro Chávez - Gustavo Roberto Chena - Emanuel Martin De Porras - Gustavo Hernan Ortiz - Robertino Gabriel Pugliara - Antonio Claudio - Fábio Lopes - Fabio Vigo - Luciano Leandro - Oscar Aravena - Javier Roca - Paolo Vivar - Lorenzo Cabanas - Richard Cáceres - Diego Caneza - Adolfo Fatecha - Julius Akosah - Gerard Ambassa - Agu Casmir | - Mustafic Fahrudin - Baihakki Khaizan - Joao Bosco Cabral - Miro Baldo Bento - Evgheni Hmaruc - Junaedi Abdillah - Elie Aiboy - Salim Alaydrus - Nur Alim - Anjas Asmara - Ponaryo Astaman - Atep - Johanes Auri - Rahmad Darmawan - Gendut Doni Christiawan - Sofyan Hadi - Yudo Hadianto - Hamka Hamzah - Sutan Harhara - Harianto - Vennard Hutabarat - Jaenal Ichwan - Iswadi Idris - Aris Indarto - Frenky Irawan - Isman Jasulmei - Kurniawan Dwi Yulianto - Andi Lala - Surya Lesmana - Oyong Liza - Anang Ma'ruf - Talaohu Musafri - Imran Nahumaury - Heru Nerly - Marzuki Nyakmad | - Simson Rumah Pasal - Roni Pasla - Rochi Putiray - Aliyudin - Widodo C Putro - Mukti Ali Raja - Ashari Rangkuti - Aji Ridwan - Risdianto - Suaeb Rizal - Muhammad Roby - Erik Setiawan - Ortizan Solossa - Budi Sudarsono - Soetjipto Soentoro - Patar Tambunan - Toni Tanamal - Budi Tanoto - Latief Harris Tanoto - Yeyen Tumena - Firman Utina - Francis Wawengkang - Charis Yulianto - Budiman Yunus |

### Números retirados
- 12 – Grupo de Aficionados